# 边厮波结
边厮波结，北宋河湟吐蕃大首领，鬼章之孙，居住在黄河之南。当时人称他为西蕃酋首世族。
边厮波结拥兵六千余人，辖地西至黄河，北至克鲁克、丹巴国，南至隆科尔结，东邻庸龙城、额勒济格城、丹巴城，至斯丹南一带。宋哲宗元符二年（1099年）六月，宋军进取河湟，以讲朱、一公、错凿、丹巴四城降宋。七月，又请以其族人户“献与汉家”，与七个儿子、两个侄子、一个女婿，并受封官职。十月，宋朝任命他为供备库使、遥郡，为朝臣命官，镇守边境。十一月，随陇拶接等河湟吐蕃大首领至开封府朝觐，次年，受宋徽宗接见。